# Juan Cromberger

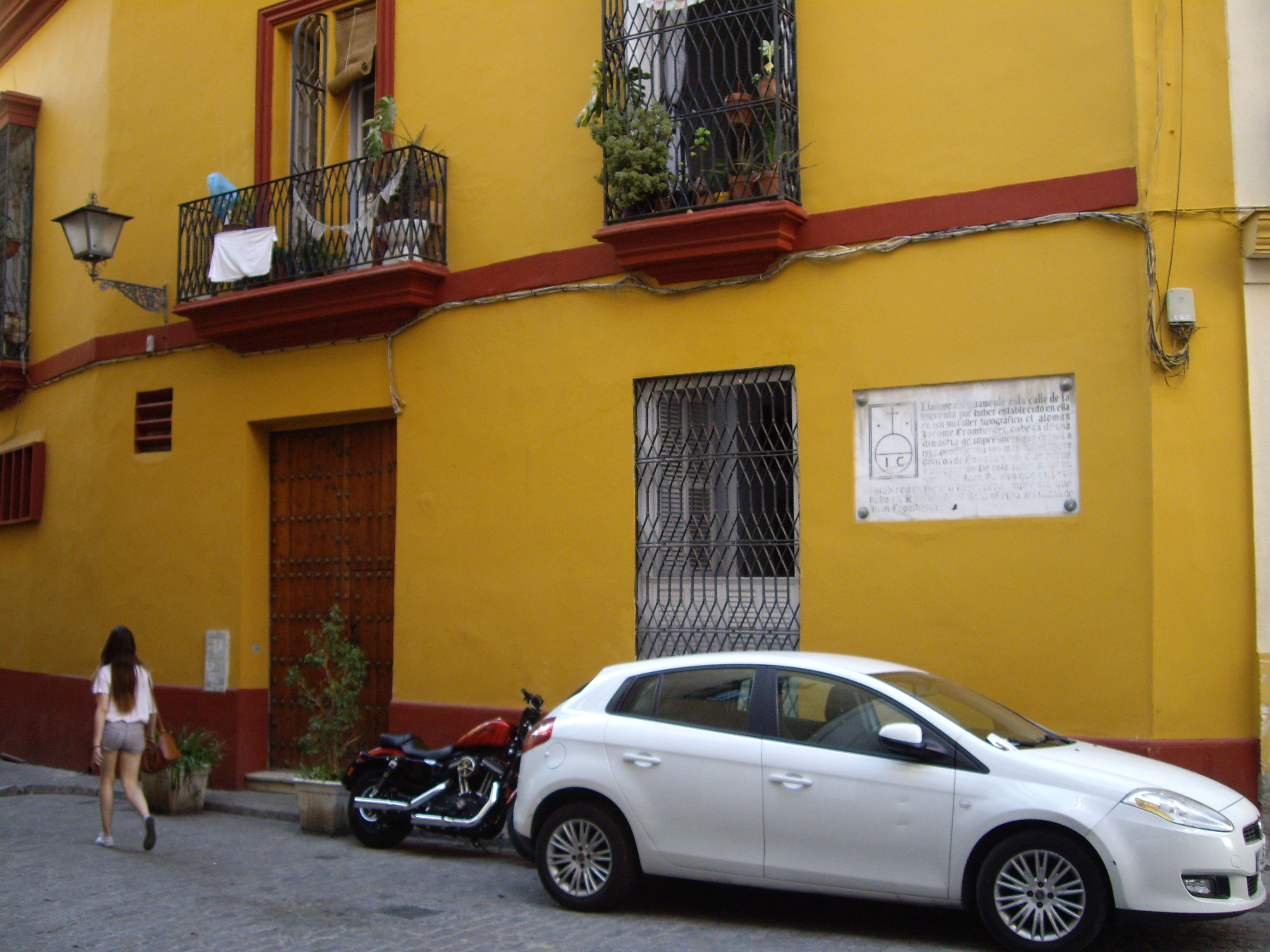
Calle donde se encontraba la imprenta de los Cromberger en Sevilla, que vino a llamarse calle de la Imprenta y que actualmente se llama calle Pajaritos. Existe una placa conmemorativa.

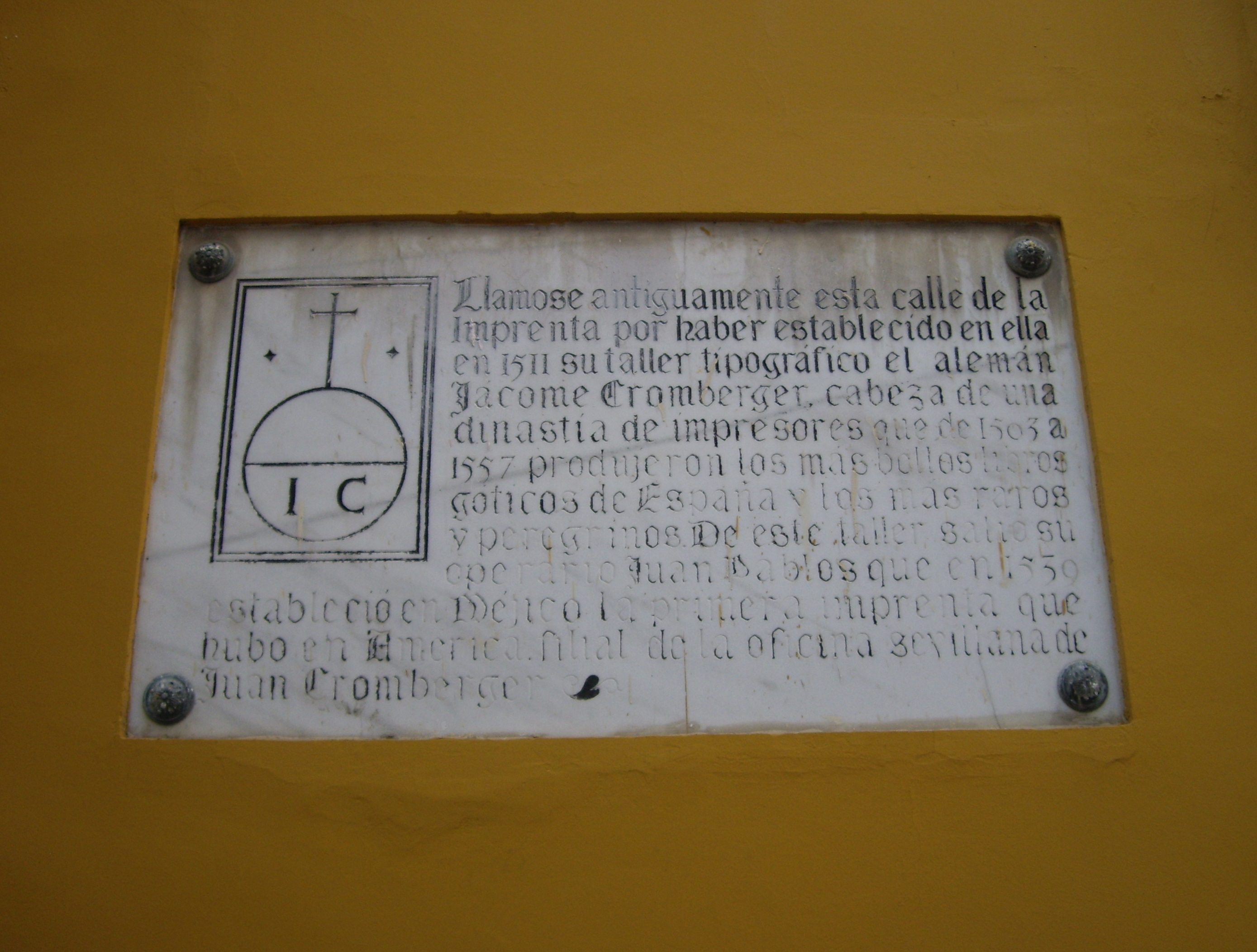
Placa situada en la calle Pajaritos de Sevilla.

Juan Cromberger (¿?-Sevilla, septiembre de 1540) fue un impresor, hijo de Jacobo Cromberger (también referido como Jácome Cromberger) y heredero de su patrimonio. Realizó en Sevilla una abundante labor de impresión que situó a su imprenta como una de las más productivas de España. Fundó la primera imprenta de América.

## Biografía
Contrajo matrimonio con Brígida Maldonado, cuyos padres eran libreros de Salamanca. Ella asumió el riesgo de editar títulos nuevos que luego se convirtieron en éxitos de ventas y desempeñó astutas estrategias comerciales, como la edición de libros "desglosables", que podían venderse completos o de forma separada.
Juan también "heredó" el ámbito comercial de su padre, y vendió libros en Salamanca, Toledo, Medina del Campo y en general el norte de Castilla y toda Andalucía y también participó en el comercio de joyas, adquiriendo intereses comerciales y mineros en América.

## Herencia de Jacobo
Con la muerte de su padre, Juan heredó casi 6000 ducados y el control de las prensas junto con el material que había manejado desde 1525. Parte de dinero era por la suma de le debían libreros de toda España a su padre y que Juan fue cobrándoles los diez años siguientes.
También heredó la casa de San Isidoro, los muebles, varios esclavos, una importante cantidad de papel. una viña, casa en Sevilla y varios bienes de deudores para garantizar el pago.
Jacome a su hija Catalina, le dejó entre otras propiedades un gran stock de libros que estaban en el taller o almacén de la imprenta. Juan le compró con gran parte de su herencia estos libros a su hermana y así tener bajo su control los dos aspectos: la impresión y la venta.

## Juan como impresor
La imprenta bajo la dirección de Juan fue muy productiva, a pesar de que hubo nuevos impresores en aquella época y en la ciudad donde él estaba instalado, imprimía el 55 por cierto de las ediciones sevillanas de los años 1529 a 1540 que se han conservado, además que la cifra de las ventas de libros, que se encuentran en los contratos con libreros y a pesar de estar incompleto, son más altas que las de su padre.
Juan como impresor y editor escogía los títulos que tenían demanda, su catálogo era similar a la de su padre, aunque se veía un declive de ventas de obras serias en latín. Así que su producción era libros en español.

## Fundación de la imprenta en América

### Antecedentes
En 1528, cuando Juan de Zumárraga fue enviado a Nueva España y tomó posesión de su sede episcopal, se dio cuenta de que se necesitaba una imprenta para simplificar y facilitar la evangelización y educación en las colonias. En 1533, cuando volvió a España ya como Obispo de México, habló con el que había de convertirse enseguida en virrey, Antonio de Mendoza, sobre la organización de la colonia y posiblemente le mencionó la idea de la imprenta. Zumárraga también escribió al Consejo de Indias para pedir la imprenta y un molino de papel en sus diócesis de manera que el Consejo se puso en contacto con el que consideraban el más apto: el impresor sevillano Juan Cromberger. 
Para ese entonces Juan Cromberger era el impresor más importante de Sevilla, la familia llevaba años imprimiendo libros para el arzobispo de la ciudad, que tenía autoridad sobre la diócesis mexicana, además de que tenían experiencia imprimiendo libros para el Nuevo Mundo, interés por hacer negocios en México y sobre todo el capital necesaria para sufragar la fundación de la imprenta.

#### Primera Biblioteca en Nueva España.
En 1533 también se habló de la necesidad de hacer biblioteca en las Indias, así que a Zumárraga le dieron permiso para que durante tres años, usara la quinta parte de los ingresos de la catedral de México para comprar la biblioteca. El obispo contrató a un librero llamado Benito Martínez, un librero de Villalón, para que le ayudara en México a formar la biblioteca, ambos fueron con Cromberger y le compraron parte fundamental de la colección, fue tan grande que el monto total fue de 100.000 maravedíes aunque no se detalla la lista de libros en el contrato de compra.
Zumárraga, una vez firmada el contrato de venta, regresó a la Nueva España con los libros que serían el núcleo de la biblioteca; Juan quedó vinculado a México y  fue el primero en la lista cuando se requería imprimir material para el Nuevo Mundo. 

#### Impresiones para Nueva España.
En 1537 el emperador le encargó y pagó a Juan Cromberger la impresión y encuadernación de 500 ejemplares de la Santa doctrina de Fray Juan Ramírez escrita en castellano y en una lengua indígena, este aceptó el pedido pero pidió un adelanto del pago para componerlo. Sin embargo no se sabe si el libro se publicó pues al parecer hubo problemas al traducir la lengua mexicana, esto se sabe por las continuas cartas sobre el tema entre la Casa de Contratación y Cromberger. Hay confusión entre este libro y la Cartilla y doctrina en la lengua de indios de Michoacán que se imprimió en 1538 y para la que Juan obtuvo un privilegio de cinco años.
No solo Zumárraga recurría a los Cromberger para imprimir libros para Nueva España, sino que Juan era considerado el impresor de ediciones especiales para este territorio en lenguas de América. Incluso tenía una plancha grabada con una inscripción en tarasco, que aparece en la portada de la Doctrina cristiana de Pedro de Gante, impresa en México por 1547. Gracias a esto era obvio que Cromberger sería el que enviara la imprenta al Nuevo Mundo.

### El contrato para la fundación de la imprenta.
El impresor que escogió para esta imprenta fue Giovani Paoli o Juan Pablos, era un italiano de Brescia, debió de trabajar en la imprenta de Cromberger pues su residencia era la casa de estos. 
La fundación de la imprenta en México está bien documentada pues el contrato del 12 de junio de 1539 se conserva, Pablos se comprometería a marcha imprimir 3000 hojas al día durante los diez años que duraba el contrato, también estipulaba que no recibiría un sueldo, sin embargo cuando terminara el contrato de 10 años, recibiría la quinta parte de todas la ganancias cuando regresara a Sevilla, se mantendría México con el dinero de la venta de libros que imprimiese, el excedente sería enviado a España periódicamente. Todos los libros llevarían el nombre de Cromberger, también le prohibió que hiciera negocios en México Mientras que Cromberger iba a suministrar todos los materiales para la imprenta: tinta, tipos, instrumentos y papel,esto da a entender que Pablos no podría hacer sus propios punzones y ni podría fabricar caracteres, estaba obligado a rendir cuenta a una persona que vigilaba los intereses de Cromberger inclusive debía hospedarlo en la misma casa, a pesar de esto no se sabe si se cumplió esto y mucho menos quien fue el agente.
El mismo día que la firma del contrato Pablos firmó que Cromberger le había dado todo el material y equipo para trasladarse a México: consistía en una prensa, tinta, papel e instrumentos por un valor de 100 000 maravedíes. El costo de envió del material fue de 50 ducados, los pasajes de Pablo, su mujer, un esclavo negro llamado Pedro tasado en 100 ducados y un hombre llamado Gil Barbero que iba a trabajar durante tres años de tirador en el taller fueron otros 50 ducados. El costo de alimentación de todos durante el viaje fue de 20 000 maravedíes. La inversión total de Cromberger fue 195 000 maravedíes o 520 ducados.
El coste de todo el traslado era aproximadamente un sexto de la suma que años antes había invertido en una carga de mercancía al Nuevo Mundo y una pequeña fracción de todo el oro y la plata que las Indias en el mismo año que envió a Pablos. Por lo visto no consideró a la imprenta un negocio rentable,  un documento en 1547 le daría la razón pues Juan Pablos se quejaría de la poca ganancia que tenía.
Cuando Cromberger le habían cedido el monopolio de la impresión y distribución de libros, una vez que se comprometió con la imprenta en Nueva España muchos otros impresores sevillanos se quejaron, inclusive decían que si las autoridades le quitaban el monopolio, ellos estaban dispuestos a distribuir los libros a un precio más bajo que los de Cromberger
Su hijo fue Jácome Cromberger, llamado como su abuelo, que fue el último de esta dinastía de impresores.

## Otros negocios.
Juan había trabajado al menos tres años con su padre, así que cuando este falleció se hizo cargo de la imprenta y siguió la relación con los socios que había hecho Jácome. Sin embargo ya en el 1525 intervenía en el comercio hacia el Nuevo Mundo, tres años más tarde amasó mucha más fortuna que la que su padre le había heredado y en documentos notariales ya se referían a él como comerciante más que como impresor.
El comercio se centraba sobre todo en el Nuevo Mundo y que para estos tratos tenía a su cuñado Lázaro Nuremberg aunque hay poca información, pues muchos de los tratos entre ellos la ser familiares se hacían verbalmente y no por escrito. Por ejemplo ambos traficaban con esclavos y ocasionalmente con los mismos vendedores. Es posible que Juan comprara esclavos para que trabajaran en la imprenta pero la mayoría debió de irse al Nuevo Mundo.
También se tiene registro que Juan hizo tratos con comerciantes de joyas de Lisboa y Augsburgo, llamados Herwart.
Hay al menos un cargamento a su nombre hacia las Indias; en marzo de 1536 invirtió en un cargamento  de diferentes mercancías enviadas en una nave llamada Tres Reyes que llegó al puerto del Veracruz, en el contrato con el capitán daba permiso a que subiera esclavos para su envío, también le cedió a Juan un camarote para que una persona de confianza acompañara la mercancía. Él eligió a un amigo de la familia: Guido de Labezaris que era el hijo de un librero italiano de Sevilla, Sebastián de Laberazis.
Guido era un librero independiente y que Juan le tenía aprecio, le pidió que cuidara sus intereses en la Ciudad de México, iba a distribuir mercancía que los Cromberger le enviarían y también recibiría los libros que venían de Sevilla, esto sería durante cuatro años y medio así que Juan se encargó de las tiendas en Sevilla de Guido. Sin embargo Labezaris renunció a su pues, esto puede suponer que no había buena venta de libros en Nueva España, aunque las remesas de los Cromberger no disminuyeron en esos años así que buscó un reemplazo, aunque él antes de irse de la ciudad, Guido sí envió a Juan una muy buena cantidad de oro y plata. Parte de este dinero sería invertido en la fundación de la primera imprenta del Nuevo Mundo.
Para los Cromberger les parecía más importantes la industria minera que la de la imprenta en Nueva España, Juan y su cuñado tenían minas en Sultepec y Taxco donde la plata que sacaban las enviaban a Sevilla, en estos años fue cuando Juan ya había decidido a enviar la imprenta bajo el pedido de personas importantes como Zumárraga y posiblemente el virrey, así que este le podría haber cedido tierras en México para las actividades mineras.

## Muerte y legado
Juan Cromberger falleció meses después de que su imprenta llegara a México. Hizo su testamento el 9 de septiembre de 1540. Acababa de obtener el monopolio de remesas de libros a Nueva España, tenía comercio de plata en México y le pidió a Zumárraga que se encargara de las mercancías que estaban en el Nuevo Mundo para vender. Las posesiones de Juan no fueron puestas en su inventario, por lo tanto no se puede saber cuanto dinero había agregado a la fortuna familiar. Sin embargo un inventario a las posesiones tan solo e su casa podrían dar una idea de la riqueza que tenía, Aparte de la casa, tenían cuatro prensas, y los esclavos que las manejaban. Tenían varias casa y viñas en diferentes lugares, tenían diez esclavos la mayoría para trabajos domésticos, la ropa que usaba la familia solía ser de terciopelo, seda o telas finas, las joyas que tenían las mujeres de su familia tenían perlas u otras piedras preciosas, se comía en vajilla de oro y plata. Su viuda, Brígida Maldonado, se hizo cargo de la imprenta entre 1940-1945 al ser el hijo mayor demasiado joven para asumir la responsabilidad. En este periodo se publicaron textos religiosos o relacionados con la Reforma protestante.

## Familia

### Esposa
Brígida Maldonado en 1545 autorizó el viaje de un tal Mateo Carón que iba de Sevilla al Nuevo Mundo para que representara a los Cromberger en México, en esa carta afirma que él es su hermano. aunque no se sepa mucho de Mateo pero casi con seguridad estaba emparentado con los Carón de Salamanca, un importante familia de comerciantes de libros con los que los Cromberger (Jacobo y Juan) hicieron muchos tratos.
Cuando Juan murió ella se dedicó al negocio gracias a sus conocimientos sobre el libro. No se volvió a casar y manejó la imprenta y los negocios en América hasta que su hijo tuvo la edad suficiente. Entre 1545 y 1548 traspasó a Juan Pablos la imprenta mexicana.

### Hijos
No solo Juan tenía riqueza propia, sino que también varias de hijas se habían casado con hijos de familias acomodadas: Catalina se casó con Luis Mexía Ponce de León, hijo e una familia aristócrata de Sevilla, Ana contrajo nupcias con Juan de Espinosa, colega de su padre y comerciante de libros en Medina de Campo, Isabel se casó con Francisco Sánchez de Melo, su cuarta hija, Francisca entró a un monasterio en 1547 y estuvo ahí seis años.
Sus dos hijos siguieron los pasos de su padre, Tomás se volvió comerciante entre España y América, se casó en 1568 con la hija de una familia de comerciantes, mientras que el mayor, Jácome se haría cargo de la imprenta

## Libros impresos

### Libros conservados[4]
Traducciones de Imitatio Christi de Tomás de Kempis y Vita Christi de Ludolfo de Sajonia.
Obras de autores españoles: Juan de Argomanas, Pedro Ciruelo, Francisco de Osuna, Ladero y Valtanás.
Obras litúrgicas de uso general y para diócesis específicas.
Obras médicas y legales
Obras de moralidad popular o compendios de información 
Libros de literatura de entretenimiento.
Libro áureo de Marco Aurelio de Antonio de Guevara
Varias ediciones de libros de caballería.
Libros para estudiantes.
Luber distichorum  de Michele Verino.

### Libros perdidos
Devoción popular: seys cientos onze Flos santorum de casa, 202 Scala celi
Obras litúrgicas: un pslterio romano de casa, dos breviarios romanos de las llagas de la casa.
Obras de Erasmo
Numerosos libros de caballería y crónicas.
Cuentos populares medievales como La Doncella Teodor
Y obras perecederas como pliegos sueltos y libros de cocina